# Louis XIV
Louis XIV es un cuarteto de indie rock formado en San Diego, Estados Unidos en abril del 2003. Se originaron a partir de la banda Convoy. Su música se compone de riffs de rock duro y primitivo, y letras evocadoras repletas de doble sentido.
Su primer álbum, The Best Little Secrets Are Kept salió a la venta en marzo de 2005, después de la salida del EP Illegal Tender en enero del mismo año. Su primer sencillo fue "Finding Out True Love is Blind" y apareció tanto en el álbum como el EP. Se editó como segundo sencillo "God Killed the Queen" en septiembre de 2005.

## Controversia
El grupo levantó controversias cuando su música fue utilizada para el "tema lésbico" del programa The O.C. De acuerdo a Josh Shwartz el productor, los escritores sintieron que la música de la banda era una manera perfecta de enmarcar la relación de Alex y Marissa en cualquier situación en que estuvieran besándose.
El video de "Paper Doll" se lanzó exclusivamente en el sitio porno alternativo Suicide Girls. Dicho video muestra a varias de sus modelos en diferentes etapas de desnudo y fue dirigido por el pionero del porno alternativo Eon McKai, director de Art School Sluts, la serie Kill Girl Kill y Neu Wave Hookers.

## Miembros
- Jason Hill - voz, bajo, guitarra
- Brian Karscig - voz, guitarra, bajo, teclados
- Mark Maigaard - batería
- James Armbrust - bajo

## Discografía

### Álbumes
- The Best Little Secrets Are Kept (22 de marzo de 2005 - #159 en el Billboard 200 de EU)
- Slick Dogs And Ponies (2008)

### EP
- Illegal Tender (25 de enero de 2005)

### Sencillos
- Finding Out True Love is Blind
- God Killed the Queen (#68 en Reino Unido)